# Монтекьяруголо
Монтекьяруголо (итал. Montechiarugolo) —  коммуна в Италии, располагается в регионе Эмилия-Романья, подчиняется административному центру Парма.
Население на 2004 год составляло 9590 человек, плотность населения составляет 189 чел./км². Занимает площадь 47 км². Почтовый индекс — 43022. Телефонный код — 0521.
Покровителем коммуны почитается святой Квинтин, празднование 31 октября.